# كريسا كوفيليوتو
كريسا كوفيليوتو عالمة فيزياء فلكية يونانية. وهي أستاذة في جامعة جورج واشنطن وتقنية كبيرة متقاعدة في الفيزياء الفلكية عالية الطاقة في مركز مارشال لبعثات الفضاء التابع لناسا في هنتسفيل، ألاباما.

## النشأة والتعليم
حصلت كوفيليوتو على درجة البكالوريوس في الفيزياء من جامعة أثينا، اليونان، عام 1975، وحصلت على درجة الماجستير في العلوم من جامعة ساسكس، إنجلترا، في عام 1977. حصلت على الدكتوراه في الفيزياء الفلكية عام 1981 من جامعة ميونخ التقنية بألمانيا تحت إشراف كلاوس بينكاو. كانت عضو هيئة تدريس في قسم الفيزياء في جامعة أثينا قبل متابعة العمل البحثي في الولايات المتحدة.